# ...Durch einen Spiegel...
...Durch einen Spiegel... is een compositie van Joonas Kokkonen.
Kokkonen kreeg het idee voor dit werk tijdens een symposium in Parijs (oktober 1976) over moderne klassieke muziek. Hij verveelde zich, maar zag gedurende dat symposium dat het werk een steeds vastere vorm kreeg. Hij had alvast een begin- en eindpunt. De titel van dit werk refereert volgens Kokkonen aan Bijbelpassage (Eerste brief van Paulus aan de Korintiërs): "Jetzt sehen wir durch einen Spiegel rätselhafter Gestalt".( Nu kijken wij nog in een spiegel, we zien raadselachtige dingen). Maar dan niet in de context van de Bijbel, maar van een echte spiegel, die hevig verweerd is. Het werk is eendelig, maar kent een viertal tempoaanduidingen die het werk van langzaam, naar snel en weer terug naar langzaam leiden (Andante, Allegro, Allegro ma non troppo, Molto adagio).
Kokkoken schreef de orkestratie exact voor:
- klavecimbel
- 4 eerste violen, 3 tweede violen, 2 altviolen, 2 celli, 1 contrabas

De première vond op 25 augustus 1977 plaats tijdens een kamermuziekfestival in Luzern. Het plaatselijk ensemble stond onder leiding van dirigent Rudolf Baumgartner.